# Eurasia 21
Eurasia 21 sinonimia: Евразия 21, es una variedad cultivar de ciruelo (híbrido inter específico complejo), de las denominadas ciruelas rusas,
una variedad de ciruelaobtenida en la URSS de polinización libre de la variedad diploide 'La Crescent'. Las frutas tienen un tamaño de medio a grande, con un color de piel burdeos, y pulpa de color amarillo anaranjado, textura jugosa, y de sabor agri dulce, aromática.

## Sinonimia
- "Евразия 21",
- "Sliva-evrazija-21",
- "Evraziya-21",
- "Euraasia21",
- "Eurasia21".[5]

## Historia
La variedad 'Eurasia 21' es un híbrido interespecífico complejo obtenido de la hibridación espontánea de la variedad diploide 'La Crescent', criada en Estados Unidos por el profesor Alderman. Seleccionado de plántulas del grupo hexaploide procedentes de polinización libre (6x=48). En la formación del genotipo 'Eurasia 21' participaron especies diploides (2x=16) de ciruela asiática oriental (Prunus mume), ciruela americana (Prunus americana), ciruela Simon (Prunus simonii), ciruela china, ciruela cereza (Prunus cerasifera), y la ciruela europea o doméstica (Prunus domestica).
Obtenida en la  "Universidad Agraria Estatal de Voronezh" siendo los obtentores A.N. Venyaminov, A.G. Turovtseva. Inscrito en el Registro Estatal en 1986 para la Región Central de la Tierra Negra.
'Eurasia 21' es una de las denominadas "ciruelas rusas" (Prunus rossica), muy temprana, destinada principalmente a las zonas de cultivo del norte con inviernos fríos y primavera inestable. Valioso por su adaptabilidad, alta resistencia a las heladas, y muy buena resistencia a las enfermedades fúngicas.
Esta variedad rusa, es muy adecuada al cultivo en Estonia. Está cultivada en el "Centro de Investigación Hortícola Polli", dependiente del "Departamento de Ciencias de la Vida" de la Universidad de Tartu, desde 2010. Es el "Parental Madre" de la nueva variedad de ciruela 'Delikatnaja'

## Características
'Eurasia 21' el árbol es grande, con una copa extendida con estructura de mosaico, la madera frutal y el color de la corteza de las ramas son similares a los de las especies de ciruela americana. El árbol comienza a dar frutos de 4 a 5 años después de la siembra. En condiciones favorables de polinización y fertilización, el rendimiento es alto. En el mes de mayo, lluvioso y frío, la tasa de fijación se reduce drásticamente. La planta es autoesterilizante (el polen no es viable). Los mejores polinizadores son las variedades de ciruelas domésticas, cuyos períodos de floración coinciden aproximadamente con los períodos de floración de Eurasia 21 (Record, Renklod Harvest, Mayak, Renklod Collective Farm, etc.). Tiene un tiempo de floración que comienza a partir del 18 de abril con el 10% de floración, para el 22 de abril tiene una floración completa (80%), y para el 4 de mayo tiene un 90% de caída de pétalos.
'Eurasia 21' tiene una talla de tamaño medio a grande (peso promedio 25 a 30 g.), de forma redondeada, apariencia muy atractiva, con la sutura perceptible, línea fina, incolora y transparente, situada en una depresión más o menos acentuada, continuando en la parte inferior dorsal; epidermis con abundante pruina azulada, no se aprecia pubescencia, siendo el color principal de la piel violeta oscuro, burdeos, punteado abundante; Pedúnculo de longitud corto, se separa fácilmente de la rama y los frutos no se caen cuando están maduros;pulpa de color amarillo anaranjado, textura jugosa, y de sabor agri dulce, aromática. Las cualidades gustativas de la fruta según el método organoléptico son buenas, pero la composición química no es lo suficientemente rica: sustancias secas 14,6%, azúcares 7,02%, ácidos 2,7%.
Hueso mediano, truncado ovalado, aplanado, semi libre y se separa fácilmente de la pulpa.
Su tiempo de recogida de cosecha se inicia en su maduración desde principios a mediados de agosto.

## Progenie
La ciruela 'Eurasia 21' ha dado lugar a nuevas variedades de ciruelas por hibridación:
- 'Etud' obtenida mediante el cruce de de la variedad 'Eurasia 21' x 'Volzhskaya Krasavitsa'.
- 'Renklod Kursakova' obtenida mediante el cruce de de la variedad 'Eurasia 21' x 'Renclode Altana'.
- 'Renklod Michurinskiy' obtenida mediante el cruce de la variedad 'Eurasia 21' como "Parental Madre" x el polen de 'Renclode Altana' como "Parental Padre".
- 'Startovaya' obtenida mediante el cruce de de la variedad 'Eurasia 21' como "Parental Madre" x el polen de la variedad 'Volzhskaya Krasavitsa' como "Parental Padre".
- 'Svetlyachok' obtenida mediante el cruce de de la variedad 'Eurasia 21' x 'Volzhskaya Krasavitsa'.
- 'Troitskaya' obtenida por la hibridación de 'Eurasia 21' x 'Alvena'.

## Usos
La ciruela 'Eurasia 21' se utiliza para consumo en fresco como variedad de mesa de maduración temprana. En procesamiento tecnológico puede ser adecuado para preparar jugos muy aromáticos con pulpa y mermelada.

## Cultivo
La ciruela 'Eurasia 21' es una variedad adaptada a los climas nórdicos fríos. 'Eurasia 21' se utiliza no sólo como variedad de mesa temprana, sino también como semilla resistente al invierno y portainjerto parcialmente clonal. Con esquejes verdes, enraiza en un 60-70%. Los árboles 'Eurasia 21' también se pueden utilizar como buenos troncos y formadores de esqueletos para variedades de ciruela con corteza dañada en los troncos. 
- Ventajas de la variedad: La resistencia al invierno del árbol, los botones florales y el sistema radicular es alta. Las raíces de 'Eurasia 21' pueden soportar caídas de temperatura en la capa de raíces de hasta −20 °C, mientras que las raíces de las plántulas de ciruela doméstica solo pueden soportar -8-10 °C.
- Desventajas : árboles enormes (requiere un porta injerto débil); La alta acidez de la fruta y cierta holgura de la pulpa no permiten que la fruta se utilice para cocinar compotas.[3][4][5]